# Politikåret 1887

## Händelser
- 29 juli – Tillförordnade Francesco Crispi efterträder Agostino Depretis som Italiens konseljpresident.[1]
- 7 augusti – Francesco Crispi tillträder som Italiens ordinarie konseljpresident.[1]
- 8 oktober – Harry Atkinson efterträder Robert Stout som Nya Zeelands premiärminister.[2]

## Val och folkomröstningar
- Okänt datum – Andrakammarval hålls i Sverige.
- September – Andrakammarval hålls återigen i Sverige.

## Organisationshändelser
- 21 augusti – Det Norske Arbeiderparti bildas i Arendal i Norge.[3]

## Födda
- 31 oktober – Chiang Kai-shek, kinesisk militär och politiker, Kinas ledare 1927–1949.

### Fotnoter
1. 1 2  ”Italy” (på engelska). World Statesmen. http://www.worldstatesmen.org/Italy.htm. Läst 31 juli 2015.
2. ↑  ”New Zealand” (på engelska). World Statesmen. http://www.worldstatesmen.org/New_Zealand.htm. Läst 1 augusti 2015.
3. ↑  ”Arbeiderpartiet” (på norska). Store norske leksikon. https://snl.no/Arbeiderpartiet. Läst 28 juli 2015.